# Grand Penlan
Le Grand Penlan (appelé communément Penlan) est un petit village appartenant à la commune française de Helléan, située dans le département du Morbihan et la région Bretagne.

## Géographie
Surplombant le bourg d'Helléan, le village du Grand Penlan est situé sur une colline et est traversé par deux axes principaux qui desservent une trentaine d'habitations. Ce nombre est multiplié par deux lorsque l'on rajoute les petits villages attenant que sont la Croix de Penlan, le Petit Penlan et les Gaubus.

## Histoire
- La plus vieille mention du Grand Penlan retrouvée à ce jour apparaît dans les registres paroissiaux de la commune d'Helléan. Elle concerne le baptême d'un certain "Vincent MALABOEUF, fils de Jan du Grand Penlan" le 30 janvier 1700.
- On y trouve une croix de chemin en granit appelée « la croix de Penlan » inscrite monument historique depuis 1935 et datée du XVIIe siècle[1].